# Sant Salvador de Vilanova de Meià
Sant Salvador de Vilanova de Meià és l'església parroquial de Vilanova de Meià, al municipi homònim de la Noguera, declarada Bé cultural d'interès nacional.
S'emplaça a la part alta del nucli antic de Vilanova, als peus del puig de Meià, a la serra del Montsec. L'edifici actual és una construcció romànica, probablement del segle xiii, modificada a les darreries de l'època medieval i ampliada en època moderna.

## Història
A l'inici, fou probablement sufragània de l'església de la Mare de Déu del Puig de Meià, fins que a la segona meitat del segle xii els senyors del castell de Meià construïren una nova població a la vall i establiren l'església de Sant Salvador, que assumiria les funcions parroquials de Sant Cristòfol, depenent del monestir de Santa Maria de Meià, feta abans de 1040. Figurava dins el conjunt d'esglésies que l'any 1095 el net del fundador del monestir, Ermengol, donà al monestir, pervingudes del seu pare Guitard Guillem de Meià. La primera notícia de l'església és de l'any 1276, en què el rector Guillem de Fragosa renuncià a favor del prior de Meià, Guillem de Tous, a l'església de Sant Cristòfol com a sufragània. El 1315, el delegat de l'arquebisbe de Tarragona visita les parròquies del monestir de Santa Maria de Meià, entre les quals la de Sant Salvador de Meià. L'any 1598, es reuní el sínode del priorat a l'església de Sant Salvador. El 1716, es produí un conflicte jurisdiccional entre el bisbe d'Urgell, que pretengué administrar el sagrament de la confirmació i el prior de Santa Maria de Meià, que no ho permeté. El bisbe administrà el sagrament a la plaça de la vila, perquè trobà l'església tancada. El 1633, el visitador del bisbe d'Urgell reconegué que la visita havia estat feta sense dret i l'hagué de revocar.
Actualment, Sant Salvador continua tenint culte com a parròquia de Vilanova de Meià.

## Arquitectura

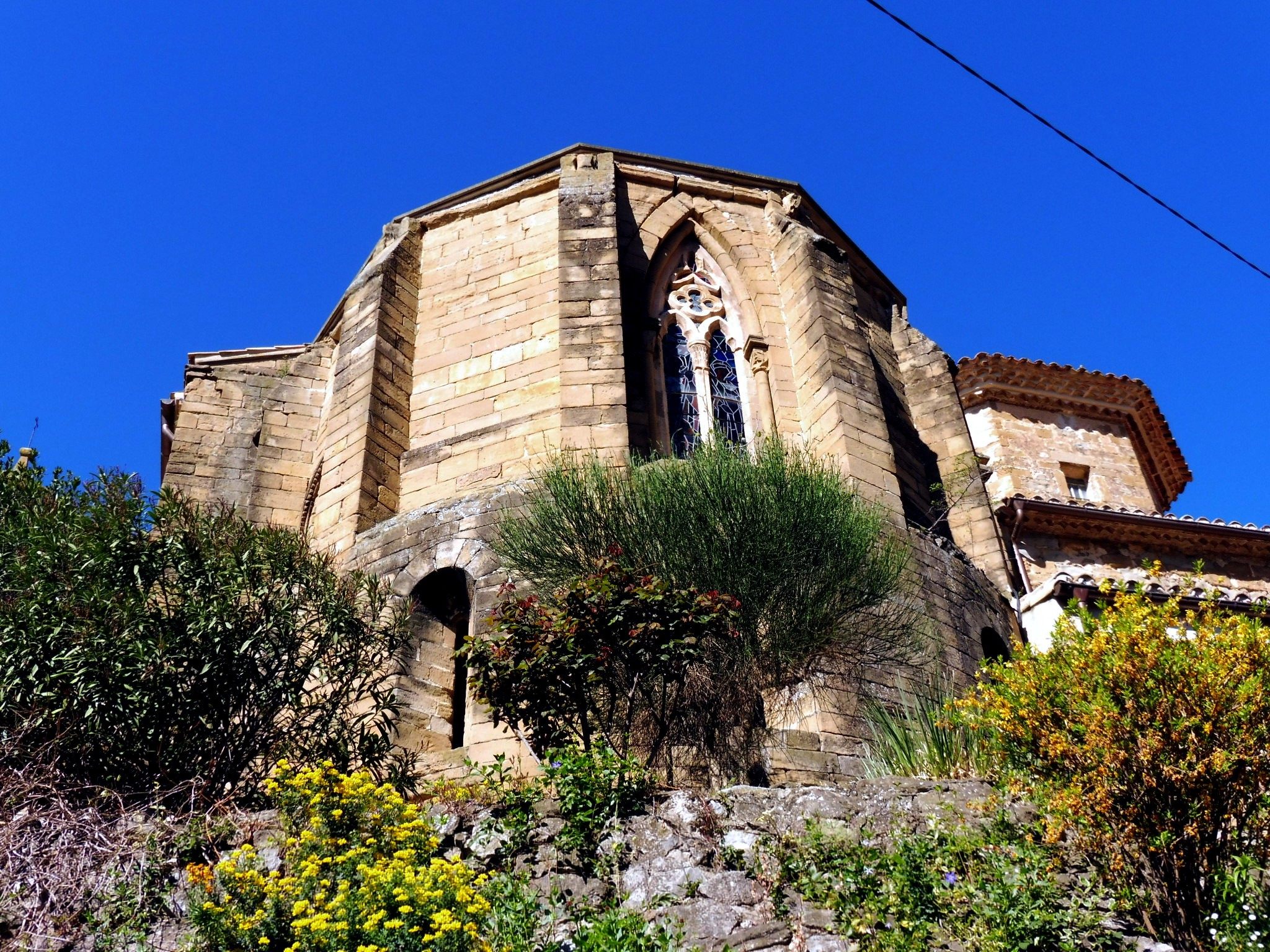
Absis. És visible el canvi d'estil, de romànic a gòtic (2009)

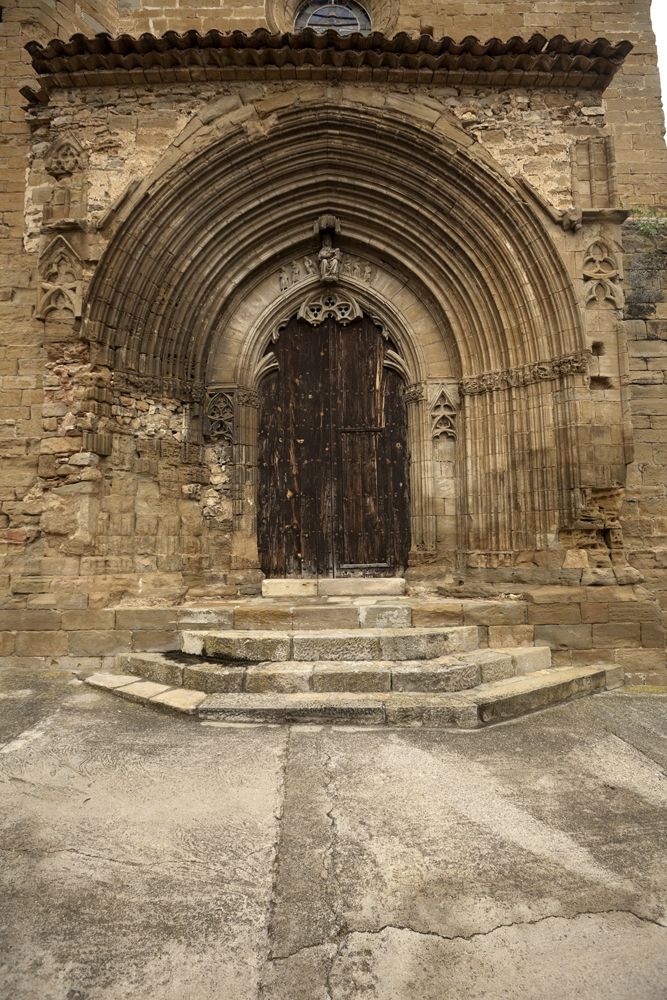
Porta principal gòtica (2008)

Es tracta d'un edifici d'una nau coberta amb volta de canó lleugerament apuntada, reforçada per tres arcs torals (un dels quals forma l'obertura de l'absis), també de perfil apuntat, que arrenquen de senzills capitells semicònics. La volta arrenca d'una imposta que a l'extrem sud conserva la decoració en forma de puntes de diamant. A l'absis, es manifesta el canvi estilístic entre el darrer llenguatge romànic i les primeres manifestacions de les noves formes gòtiques, a cavall dels segles XII i XIV. És de planta semicircular, i es troba en un nivell superior al de la nau. Al seu interior, sis parells de columnes adossades disposades en dos pisos sostenen els nervis que, alhora, suporten de forma radial la volta de creueria que el cobreix. En el primer nivell de columnes, s'hi obren tres finestres de doble esqueixada. En el segon nivell, s'hi obre una finestra central amb arc apuntat i un ull de bou.
La porta original, adovellada, és oberta al mur de migdia i està emmarcada per dues arquivoltes d'arc rodó sostingudes per quatre columnes, que presenten els capitells decorats amb motius geomètrics i vegetals. Construcció que s'aparta dels models clàssics de portalades romàniques. La porta principal s'obre, però, a la façana de ponent. Té una extraordinària decoració gòtica, emmarcada per sis arquivoltes ogivals i decorada amb calats i traceries. Sembla que no respon a un procés de reforma sinó a una part més de l'obra de l'església, com la resolució absidal. A la façana sud, hi ha un campanar d'espadanya de dos nivells amb dos ulls cadascú. El superior correspon a una reforma en època barroca, probablement coetània de les dues capelles cupulades adossades a la capçalera que formen una mena de transsepte, datades als segles XVII-XVIII.
Les façanes són llises i sense ornamentació. L'aparell, molt uniforme en tota l'obra llevat de les ampliacions i reformes, és format de carreus de pedra sorrenca, ben tallats i escairats, amb presència de marques de picapedrer a les parts construïdes amb formes gòtiques, especialment a l'absis, on també es conserven vestigis del rejuntat original, amb juntes molt fines encintades i pintades de vermell. En conjunt, l'església de Sant Salvador de Vilanova de Meià és una construcció excepcional per la claredat amb què es manifesta l'esgotament de les formes de l'arquitectura del segle xiii, vinculades a l'escola de Lleida i l'aparició de les estructures gòtiques, que se superposen sense solució de continuïtat a les formes romàniques.